# Caroline Lloyd
Caroline Lloyd es una actriz australiana, más conocido por interpretar a Veronica Olenski en la serie Neighbours.

## Carrera
En 1998 se unió como personaje recurrente a la aclamada serie australiana Neighbours, donde interpretó a la doctora Veronica Olenski hasta 2009.
En 2005 interpretó a Ruth Bullock en la serie Blue Heelers. En 2008 obtuvo pequeños papeles en la serie policíaca Rush y en la serie criminal Underbelly. En 2011 apareció como invitada en un episodio de la serie Killing Time, donde interpretó a la madre de Steven Tynan.

## Filmografía
Series de televisión
| Año         | Título       | Personaje              | Notas                       |
| ----------- | ------------ | ---------------------- | --------------------------- |
| 2011        | Killing Time | Madre de Steven        | episodio # 1.6              |
| 1998 - 2009 | Neighbours   | Dra. Veronica Olenski  | 33 episodios                |
| 2008        | Rush         | Enfermera              | episodio # 1.10             |
| 2008        | Underbelly   | Oficial de Inmigración | episodio "The Black Prince" |
| 2005        | Blue Heelers | Ruth Bullock           | episodio "Two Laws"         |
| 1999 - 2004 | Stingers     | Doctora Mensa          | 6 episodios                 |

Películas
| Año  | Título                      | Personaje | Notas                                |
| ---- | --------------------------- | --------- | ------------------------------------ |
| 2001 | Abschied in den Tod         | -         | junto a Bernard Curry & Brett Tucker |
| 1996 | Love and Other Catastrophes | Carol     | -                                    |

Teatro
| Año | Obra           | Personaje | Director | Teatro                |
| --- | -------------- | --------- | -------- | --------------------- |
| -   | Hobsons Choice | Maggie    | -        | junto a Peter McTighe |